# Bokwina sandersoni
Bokwina sandersoni is een hooiwagen uit de familie Cosmetidae. De wetenschappelijke naam van Bokwina sandersoni gaat terug op C.J.Goodnight & M.L.Goodnight.